# فارامان (أين)
فارامان (بالفرنسية: Faramans)‏ هي بلدية فرنسية تقع في إقليم الأين في فرنسا. رمز إنسي لها هو:1156. أما الرمز البريدي لها فهو: 1800.